# Matsudaira Yorinori
Matsudaira Yorinori est un nom japonais traditionnel ; le nom de famille (ou le nom d'école), Matsudaira, précède donc le prénom (ou le nom d'artiste).
Matsudaira Yorinori (松平 頼徳, 1831-5 octobre 1864) est un samouraï de la fin de l'époque d'Edo. Fils de Matsudaira Yoritaka, il succède à son père comme neuvième daimyo du domaine de Shishido (province de Hitachi) aux revenus de 10 000 koku.

## Biographie
Yorinori succède à Yoritata qui se retire en 1846. Yorinori fait office d'assistant de Tokugawa Yoshiatsu (徳川 慶篤), frère ainé de Tokugawa Yoshinobu. Yoritaka, qui prend sa retraite en tant que seigneur, aide son fils à être nommé sous-assistant. Tokugawa Yoshiatsu est le 10e seigneur féodal du domaine de Mito et chef de la famille  du domaine de Shishido.
En 1864, Yorinori reçoit l'ordre du shogunat de passer à Mito afin de faire face à un soulèvement du parti Tengu, dont les membres proposent une politique dont la devise est « Révérez l'empereur, expulsez les barbares » (Sonnō jōi). Le parti Tengu n'est pas satisfait de la politique étrangère du shogunat. Cependant, Yorinori manque d'éteindre la menace du parti Tengu en raison de sa sympathie pour leur cause. Il est en effet adepte de Tokugawa Nariaki (徳川 斉昭), partisan de l'impérialisme radical.
En dépit de sa réticence initiale, Yorinori s'oppose au parti Ichikawa, groupe familial aristocratique dans le domaine de Mito et ennemi du parti Tengu. Il est ensuite blâmé par le shogunat pour son choix. Yorinori a l'intention de faire appel en fournissant une défense raisonnée de ses actes, mais sans avoir eu la possibilité de se défendre lui-même, il lui est ordonné à la place de commettre seppuku pour avoir honteusement servi comme « chef de l'ennemi ». Cette série d'événements est orchestrée par Ichikawa Sanzaemon (市川 三左衛門), qui détient le pouvoir à Mito. Yorinori meurt par seppuku à l'âge de 33 ans le 5 octobre (date du calendrier japonais) 1864 et la plupart de ses vassaux sont exécutés. Par ailleurs, le père de Yorinori, Yoritaka, est privé de tenure féodale, obligé de renoncer à sa résidence d'Edo et placé en détention au han de Shinjō dans la province d'Uzen, ce qui entache ensuite la réputation du domaine de Shishido.
En 1868, le nouveau gouvernement de l'empereur Meiji (明治天皇) ordonne la restauration du domaine de Shishido et le père de Yorinori, Yoritaka (qui est depuis en retraite), est restauré comme 10e daimyo du domaine avant d'être nommé l'année suivante han-chiji (gouverneur domanial) par ordre impérial.
En juillet 1880, Matsudaira Yoriyasu (松平 頼安, 1856-1940), le jeune frère de Yorinori, se voit transmettre le droit d'aînesse de son père et Yoriyasu reçoit le titre de vicomte le 8 juillet 1884 dans le cadre du nouveau système de noblesse mis en place durant l'ère Meiji.

## Famille
La jeune sœur de Yorinori est Matsudaira Kō (松平 高, 1858-1923). Elle épouse Nagai Iwanojō (永井 岩之丞, 1845-1907), juge de la Cour suprême et fils adoptif de Nagai Naoyuki (永井 尚志),.

## Dans la fiction populaire
Matsudaira Yoriyasu, frère cadet de Yorinori, sert de modèle à plusieurs personnages dans plusieurs nouvelles de Yukio Mishima. Les titres de ces histoires sont 神官 (Shinkan, « Sacerdoce Shinto ») ; 好色 (Koushoku, « Concupiscence ») et 怪物 (Kaibutsu, « Monstre »).

## Source de la traduction
- (en) Cet article est partiellement ou en totalité issu de l’article de Wikipédia en anglais intitulé « Matsudaira Yorinori » (voir la liste des auteurs).